# Конструкція Proj
У алгебричній геометрії конструкція Proj є аналогом конструкції афінних схем як спектрів кілець. Одержані за допомогою її допомогою схеми мають властивості проєктивних просторів і проєктивних многовидів.
У цій статті всі кільця вважаються комутативними кільцями з одиницею.

## Proj градуйованого кільця

### Proj як множина
Нехай {\displaystyle S} — градуйоване кільце, де
{\displaystyle S=\bigoplus _{i\geq 0}S_{i}}
є розкладом у пряму суму, асоційованим з градуюванням.
Позначимо через {\displaystyle S_{+}} ідеал {\displaystyle \bigoplus _{i>0}S_{i}.} Нехай множина Proj S є множиною всіх однорідних простих ідеалів, що не містять {\displaystyle S_{+}.}
Надалі для стислості Proj S також позначається X.

### Proj як топологічний простір
На Proj S можна ввести топологію, що називається топологією Зариського, якщо визначити замкнутими множинами множини виду
{\displaystyle V(a)=\{p\in \operatorname {Proj} \,S\mid a\subseteq p\},}
де a — однорідний ідеал S. Як і у випадку афінних схем, легко перевіряється, що V(a) — замкнуті множині деякої топології на X.
Дійсно, якщо {\displaystyle (a_{i})_{i\in I}} — сім'я ідеалів, то
{\displaystyle \bigcap V(a_{i})=V(\Sigma a_{i})} і якщо множина I є скінченною, то
{\displaystyle \bigcup V(a_{i})=V(\Pi a_{i})}.
Еквівалентно, можна почати з відкритих множин і визначити
{\displaystyle D(a)=\{p\in \operatorname {Proj} \,S\mid a\;\not \subseteq \;p\}.}
Стандартне скорочення полягає в тому, щоб позначати D(Sf) як D(f), де Sf — ідеал, породжений f. Для будь-якого a, D(a) і V(a) є доповнюючими множинами і наведене вище доведення показує, що D(a) утворюють топологію на Proj S. Перевага цього підходу в тому, що D(f), де f пробігає всі однорідні елементи S, утворюють базис цієї топології, що є необхідним інструментом для вивчення Proj S, аналогічно випадку спектрів кілець.

### Proj як схема
На Proj S можна ввести пучок, що називається структурним пучком і перетворює його в схему. Як і в випадку конструкції Spec існує кілька способів це зробити: найбільш прямий з яких нагадує конструкцію регулярних функцій на проєктивному многовиді в класичній алгебричній геометрії. Для будь-якої відкритої множини U в Proj S кільце {\displaystyle O_{X}(U)} задається як множина всіх функцій
{\displaystyle f\colon U\to \bigcup _{p\in U}S_{(p)}}
(Де {\displaystyle S_{(p)}} позначає підкільце локального кільця {\displaystyle S_{p}} точки {\displaystyle p}, що складається з часток однорідних елементів однакового степеня) таких, що для кожного простого ідеалу p в U:
1. F(p) є елементом {\displaystyle S_{(p)}};
2. Існує відкрита підмножина V множини U, що містить p, і однорідні елементи s, t кільця S однакового степеня, такі, що для кожного простого ідеалу q в V:
  - t не належить q;
  - F(q) = s/t.

З визначення негайно випливає, що {\displaystyle O_{X}(U)} утворюють пучок кілець {\displaystyle O_{X}} на Proj S, і можна показати, що пара (Proj S, {\displaystyle O_{X}}) є схемою. А саме обмеження Proj S на відкриту підмножину D(f) є ізоморфним афінній схемі {\displaystyle (\operatorname {Spec} S_{f}^{(0)},O_{\operatorname {Spec} S_{f}^{(0)}}),} де {\displaystyle S_{f}^{(0)}} позначає кільце елементів нульового степеня у локалізації {\displaystyle S_{p},} тобто кільце елементів виду {\displaystyle {\frac {g}{f^{m}}}\;g\in S_{d}m,f\in S_{d}.}
Оскільки множини D(f) для однорідних f утворюють базу топології Зариського, то Proj S дійсно є схемою.

### Пучок, асоційований з градуйованим модулем
Істотною властивістю S в конструкції вище була можливість побудови локалізацій {\displaystyle S_{(p)}} для кожного простого ідеалу p в S. Цією властивістю також володіє будь-який градуйований модуль M над S, і, отже, конструкція з розділу вище із невеликими змінами дозволяє побудувати для такого M пучок {\displaystyle O_{X}}-модулів на Proj S, що позначається {\displaystyle {\tilde {M}}}. За побудовою цей пучок є квазікогерентним. Якщо S породжується скінченною кількістю елементів степеня 1 (тобто є кільцем многочленів або його фактором), всі квазікогерентні пучки на Proj S утворюються із градуйованих модулів за допомогою цієї конструкції.  Відповідний градуйований модуль не є єдиним.

### скручуючий пучок Серра
Окремим випадком пучка, асоційованого з градуйованим модулем є коли в якості M взяти саме S з іншим градуюванням: а саме, елементами степеня d модуля M є елементи степеня (d + 1) кільця S і M = S(1). Одержується квазікогерентний пучок {\displaystyle {\tilde {M}}} на Proj S, що позначається {\displaystyle O_{X}(1)} або просто O (1) і називається скручуючим пучком Серра. Можна перевірити, що O(1) є оборотним пучком.
Одна з причин корисності O (1) полягає в тому, що він дозволяє відновити алгебричну інформацію про S, яка була втрачена в конструкції {\displaystyle O_{X}} при переході до часток степеня 0. У випадку Spec A для кільця A, глобальні перетини структурного пучка є самим A, тоді як в нашому випадку глобальні перетини пучка {\displaystyle O_{X}} складаються з елементів S ступеня 0. Якщо ми визначимо
{\displaystyle O(n)=\bigotimes _{i=1}^{n}O(1)}
то кожне O(n) містить інформацію степеня n про S. Аналогічно, для пучка {\displaystyle O_{X}}-модулів N, асоційованого з S-модулем M можна визначити
{\displaystyle N(n)=N\otimes O(n)}
і очікувати, що цей пучок містить втрачену інформацію про M. Це дозволяє припустити, хоча і неправильно, що S можна відновити з цих пучків; це насправді вірно, якщо S є кільцем многочленів.

### n-вимірний проєктивний простір
Якщо A — кільце, то n-вимірний проєктивний простір над A за означенням є схемою
{\displaystyle \mathbb {P} _{A}^{n}=\operatorname {Proj} \,A[x_{0},\ldots ,x_{n}].}
Градуювання на кільці {\displaystyle S=A[x_{0},\ldots ,x_{n}]} вводиться вважаючи, що кожен {\displaystyle x_{i}} має степінь 1 і кожен елемент A має степінь 0 . Зіставляючи це з означенням O (1), даним вище, перетину O (1) - лінійні однорідні многочлени, породжені елементами {\displaystyle x_{i}}.

## Приклади
- Якщо взяти як базове кільце {\displaystyle A=\mathbb {C} [\lambda ]}, то {\displaystyle {\text{Proj}}(A[X,Y,Z]/(ZY^{2}-X(X-Z)(X-\lambda Z)))} має канонічний проєктивний морфізм на афінну пряму {\displaystyle \mathbb {A} _{\lambda }^{1}}, шари якого є еліптичними кривими, крім шарів над точками {\displaystyle \lambda =0,1}, над якими шари вироджуються в нодальні криві.
- Проєктивна гіперповерхня {\displaystyle {\text{Proj}}\left(\mathbb {C} [X_{0},\ldots ,X_{4}]/(X_{0}^{5}+\cdots X_{4}^{5})\right)} є прикладом тривимірної квінтики Ферма, яка також є многовидом Калабі — Яу.
- Зважений проєктивний простір можна побудувати, використовуючи кільця многочленів з нестандартними степенями змінних. Наприклад, зважений проєктивний простір {\displaystyle \mathbb {P} (1,1,2)} відповідає {\displaystyle {\text{Proj}}} кільця {\displaystyle A[X_{0},X_{1},X_{2}]} де {\displaystyle X_{0},X_{1}} мають ступінь {\displaystyle 1}, тоді як {\displaystyle X_{2}} має ступінь 2.
- Біградуйоване кільце відповідає підсхемі добутку проєктивних просторів. Наприклад, біградуйована алгебра {\displaystyle \mathbb {C} [X_{0},X_{1},Y_{0},Y_{1}]}, де {\displaystyle X_{i}} мають степінь {\displaystyle (1,0)} і {\displaystyle Y_{i}} мають степінь {\displaystyle (0,1)}, відповідає {\displaystyle \mathbb {P} _{X}^{1}\times \mathbb {P} _{Y}^{1}}.